# أمريكا المفتوحة 2012 (كرة مضرب)
هنا قائمة الفائزين ببطولة أمريكا المفتوحة لسنة 2012:

## الأبطال

### فردي رجال
أندي موراي هزم.  نوفاك دجوكوفيتش, 7–6(12–10)، 7–5, 2–6, 3–6, 6–2

### فردي سيدات
سيرينا ويليامز هزمت.  فيكتوريا أزارينكا, 6–2, 2–6, 7–5

## وصلات خارجية
- الموقع الرسمي